# Sota
Sota (Hebreeuws: סוטה, een van overspel verdachte vrouw) is een traktaat (Masechet) van de Misjna en de Talmoed. Sota is het zesde traktaat van de Orde Nasjiem (Seder Nasjiem), en beslaat negen hoofdstukken.
Het traktaat behandelt de in de Thora beschreven vrouw die van overspel werd verdacht. (Zie Numeri 5:11).
Sota is onderdeel van zowel de Babylonische als de Jeruzalemse Talmoed. Het traktaat bevat 49 folia in de Babylonische Talmoed en 47 in de Jeruzalemse Talmoed.